# Skandal im Sperrbezirk
Skandal im Sperrbezirk ist ein Lied der bayerischen Rock-’n’-Roll-Band Spider Murphy Gang aus dem Jahr 1981, das der Neuen Deutschen Welle zugerechnet wird. Es wurde als Single aus dem Nummer-eins-Album Dolce Vita, das im selben Jahr erschien, ausgekoppelt. Die Single verkaufte sich über 750.000-mal und war der einzige Nummer-eins-Hit der Band.

## Hintergrund
Text und Musik stammen vom Bassisten und Sänger der Band, Günther Sigl. Für das Motiv mit der stakkatomäßig gespielten elektronischen Orgel ließ sich Keyboarder Michael Busse von Won’t Get Fooled Again von The Who inspirieren. Er verwendete dabei das Umhängekeyboard Moog Liberation, mit dem sich das einhändig gespielte Riff optimal umsetzen ließ. Mit dessen im linken Griff verbauten kapazitiven Feld (Pitch-Bender) und dem dadurch ermöglichten Vibrato simulierte er außerdem den Klang einer Polizeisirene.

### Fiktive Prostituierte „Rosie“
Das Lied handelt von einer fiktiven Münchner Prostituierten namens Rosie, die den Prostituierten außerhalb des Münchner Sperrbezirks die Freier wegnimmt. Rosie war der Name einer Freundin von Sigl. Eine Inspiration für das Lied war der Schlager Skandal um Rosi von Erik Silvester aus dem Jahr 1970.

### Bezug zur Münchner Sperrbezirksverordnung
Skandal im Sperrbezirk entstand im Kontext der Neugestaltung des Münchner Sperrbezirks. Bereits anlässlich der Olympischen Sommerspiele 1972 war eine strengere Sperrbezirksverordnung erlassen worden. Nachdem die CSU 1978 die Mehrheit im Münchner Stadtrat errungen hatte, war die Sperrbezirksverordnung 1980 nochmals deutlich verschärft worden. Unter dem seinerzeitigen CSU-Kreisverwaltungsreferenten Peter Gauweiler wurde dann ab 1982 eine strenge Überwachung der Verordnung eingeführt, mit der die offene Prostitution weitestgehend in die Stadtrandbereiche verdrängt wurde. Gauweiler ging gegen Sex-Clubs, Peepshows und Gaststätten zweifelhaften Rufs vor. Er hatte sich zum Ziel gesetzt, „scharfen Sex“ aus München zu verbannen. Infolgedessen war fast im gesamten Münchner Stadtgebiet Prostitution jeglicher Form verboten, nicht nur auf der Straße, sondern auch in Wohnungen oder Hotels. Straßenstrich-Bereiche verlagerten sich dadurch vor die Tore von München. Ausprägungen davon sind noch heute sichtbar, so z. B. an einem Parkplatz an der Bundesstraße 13, nahe der Autobahn-Anschlussstelle Neuherberg der A 99, der nach wie vor für Straßenprostitution genutzt wird. Dieser liegt zwar unweit des Münchner Stadtgebiets, gehört selbst aber gerade noch zum Gemeindegebiet von Oberschleißheim. Infolge der Bildung solcher Straßenstrich-Bereiche in unmittelbarer Nähe der Münchner Stadtgrenze (aber noch außerhalb des Stadtgebiets) entstand der Liedtext (Teil des Refrains): Und draußen vor der großen Stadt steh’n die Nutten sich die Füße platt.

### Boykott durch manche Sender
Wegen des im Liedtext vorkommenden Wortes „Nutten“ wurde das Lied in Bayern im Radio nach seiner Veröffentlichung im Herbst 1981 boykottiert. Im Gegensatz dazu nahmen die Sender außerhalb von Bayern keinen Anstoß daran und Anfang 1982 erreichte das Lied Platz eins der deutschen Singlecharts.
Auch in der ZDF-Hitparade wurde der Song nicht gespielt, laut Günther Sigl, da Dieter Thomas Heck dies nicht wollte. Das Lied sei ihm „zu heiß“ gewesen.

### Telefonnummer 32168
Die Telefonnummer „32 16 8“, die im Liedtext verwendet wird, existierte angeblich tatsächlich und soll einer älteren Dame gehört haben, die nach Erscheinen des Liedes zweifelhafte Anrufe erhielt. Dagegen erzählte Sänger Sigl in einem Interview: „32168 war auf einmal die berühmteste Telefonnummer Deutschlands. In München hatten wir die Nummer gecheckt, die gab’s da damals nicht. In anderen Städten aber schon. Einige Jugendliche haben sich da einen Spaß gemacht, angerufen und blöd dahergeredet. Naja, wir haben damals einige Rufnummernänderungen bezahlt und zahlreiche Blumensträuße als Entschuldigung quer durch Deutschland geschickt.“ Der Rufnummernblock 089/32168000 bis 32168999 wurde 2006 der Telefónica zugeteilt.

### Fortsetzungs-Version „Rosi“
2012 nahm die Münchner HipHop-Band Blumentopf gemeinsam mit Günther Sigl eine Fortsetzung des Liedes auf, das Rosie als obdach- und mittellose alte Dame darstellt, der man ihren Charme, den sie in den 80er Jahren hatte, nicht mehr ansieht. Sie wird dabei in eine Gruppe von Verlierern der Gesellschaft eingereiht.

## Kommerzieller Erfolg

### Chartplatzierungen
| ChartsChartplatzierungen | Höchstplatzierung | Wochen |
| ------------------------ | ----------------- | ------ |
| Deutschland (GfK)        | 1 (35 Wo.)        | 35     |
| Österreich (Ö3)          | 1 (16 Wo.)        | 16     |
| Schweiz (IFPI)           | 1 (11 Wo.)        | 11     |

| ChartsJahrescharts (1982) | Platzierung |
| ------------------------- | ----------- |
| Deutschland (GfK)         | 2           |
| Österreich (Ö3)           | 7           |
| Schweiz (IFPI)            | 13          |

### Auszeichnungen für Musikverkäufe
| Land/Region        | Auszeichnungen für Musikverkäufe (Land/Region, Auszeichnung, Verkäufe) | Verkäufe |
| ------------------ | ---------------------------------------------------------------------- | -------- |
| Deutschland (BVMI) | Gold                                                                   | 250.000  |
| Insgesamt          | 1× Gold ·                                                              | 250.000  |

## Coverversionen
Eine parodistische Version des Liedes wurde vom Komiker Otto Waalkes 1982 auf seiner Tour „Otto – Der Ostfriesische Götterbote“ unter dem Titel „Skandal im Hexenhaus“ aufgeführt, in der es um Hänsel und Gretel geht.
Eine Liveversion des Lieds von 1997 der Spider Murphy Gang mit Wolfgang Ambros findet sich auf dessen Album Raritäten.
2018 spielten Metallica das Lied bei einem Konzert in  der Münchner Olympiahalle.
2020 veröffentlichte Eisbrecher eine Coverversion als eine Auskopplung aus ihrem Cover-Album Schicksalsmelodien.